# Lussine Sakarjan

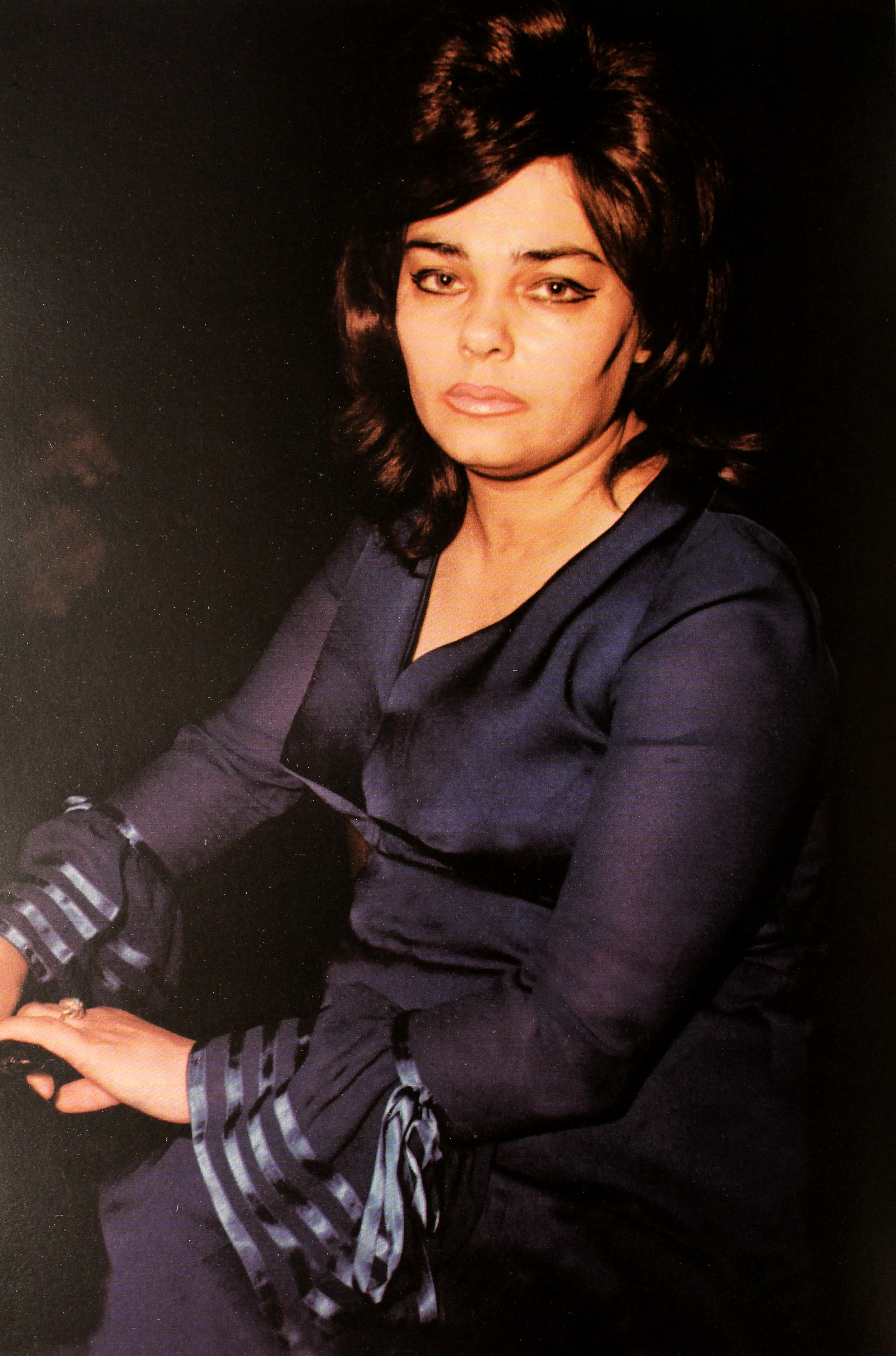
Lussine Zakarjan

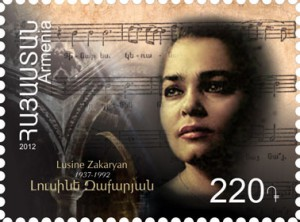
Lussine Zakarjan auf einer armenischen Briefmarke

Lussine Sakarjan (armenisch Լուսինե Զաքարյան, russisch Лусинэ Закарян, Geburtsname: Светлана Абетовна Закарян, * 1. Juni 1937 in Achaltsiche, Georgische SSR; † 30. Dezember 1992 in Jerewan) war eine sowjetisch-armenische Opernsängerin (Sopran).

## Leben
Lussine Sakarjan verbrachte ihre Kindheit in der südgeorgischen Provinz Samzche-Dschawachetien. 1952 siedelte sie mit ihrer Familie ins armenische Jerewan über, wo sie eine erste musikalische Ausbildung erhielt. 1957 trat sie ins Konservatorium von Jerewan ein; schnell fiel ihre sängerische Begabung auf.
Zwischen 1970 und 1983 war Sakarjan Solistin beim Symphonieorchester des armenischen Radios und Fernsehens. Außerdem war sie Mitglied des Chors am Sitz des Katholikos der Armenisch-Apostolischen Kirche, der Kathedrale von Etschmiadsin.
Neben Opernrollen beinhaltete Sakarjans Repertoire armenische Volksmusik und religiöse Lieder. Sie leistete einen Beitrag zur Wiedergeburt der spirituellen Gesänge der armenischen Kirche. Ihre Interpretationen spannten einen Bogen von der traditionellen Volkskunst zur geistlichen Liturgie.
Lussine Sakarjan bemühte sich besonders um die Wiederbelebung der Werke von Komitas Vardapet und Makar Jekmaljan.
Gesundheitsbeschwerden setzten ihrer künstlerischen Karriere ein vorzeitiges Ende. Nach einer Folge von Erkrankungen starb sie am 30. Dezember 1992. Sie wurde auf dem Friedhof der Sankt-Gajane-Kirche in Etschmiadsin begraben.

## Ehrungen
- Volkskünstlerin der Armenischen SSR
- Staatspreis der Armenischen SSR